# Україна на Чемпіонаті світу з легкої атлетики 2013
Україна на Чемпіонаті світу з легкої атлетики 2013, що пройшов з 10 по 18 серпня 2013 року в Москві, була представлена 58 спортсменами.

## Призери
| Медаль | Атлет                   | Дисципліна           | Дата      |
| ------ | ----------------------- | -------------------- | --------- |
| 1      | Ганна Мельниченко (Зп)  | Семиборство          | 13 серпня |
| 3      | Ігор Главан (Кв)        | Ходьба 50 кілометрів | 14 серпня |
| 1      | Богдан Бондаренко (Хрк) | Стрибки у висоту     | 15 серпня |
| 3      | Ольга Саладуха (Днц)    | Потрійний стрибок    | 15 серпня |

## Результати

### Чоловіки

#### Трекові і шосейні дисципліни
| Атлет                                                                         | Дисципліна                | Забіги     | Півфінали  | Фінал      |            |            |
| Результат                                                                     | Місце                     | Результат  | Місце      | Результат  | Місце      |            |
| ----------------------------------------------------------------------------- | ------------------------- | ---------- | ---------- | ---------- | ---------- | ---------- |
| Сергій Смелик (Лг)                                                            | 200 метрів                | 20,52 PB   | 12         | 20,42 PB   | 10         | Не пройшов |
| Тарас Бибик (Чрв)                                                             | 800 метрів                | 1.49,39    | 37         | Не пройшов |            |            |
| Вадим Слободенюк (Рв)                                                         | 3000 метрів з перешкодами | 8.33,60    | 27         |            | Не пройшов |            |
| Руслан Перестюк (Хрк) Сергій Смелик (Лг) Ігор Бодров (Хрк) Віталій Корж (См)  | 4×100 метрів              | 38,57      | 12         |            | Не пройшли |            |
| Володимир Бураков (Зп) Віталій Бутрим (См) Євген Гуцол (См) Михайло Книш (Вн) | 4×400 метрів              | 3.04,98 SB | 20         |            | Не пройшли |            |
| Василь Матвійчук (Хм)                                                         | Марафон                   |            | 2:26.21 SB | 41         |            |            |
| Руслан Дмитренко (Днц)                                                        | Ходьба 20 кілометрів      |            | 1:22.14    | 7          |            |            |
| Іван Лосев (Днц)                                                              | Ходьба 20 кілометрів      |            | 1:26.32    | 30         |            |            |
| Іван Банзерук (Вл)                                                            | Ходьба 50 кілометрів      |            | DQ         |            |            |            |
| Сергій Будза (Кв)                                                             | Ходьба 50 кілометрів      |            | 3:47.36 PB | 12         |            |            |
| Ігор Главан (Кв)                                                              | Ходьба 50 кілометрів      |            | 3:40.39 NR | 3          |            |            |

#### Технічні дисципліни
| Віктор Кузнецов (Кв)           | Потрійний стрибок  | 16,60 | 14 | Не пройшов |   |
| Богдан Бондаренко (Хрк)        | Стрибки у висоту   | 2,29  | 1  | 2,41 CR NR | 1 |
| Юрій Крімаренко (Жт)           | Стрибки у висоту   | 2,22  | 19 | Не пройшов |   |
| Андрій Проценко (Хрс)          | Стрибки у висоту   | 2,22  | 23 | Не пройшов |   |
| Олександр Корчмід (Кв)         | Стрибки з жердиною | 5,40  | 14 | Не пройшов |   |
| Іван Єрьомін (Днп)             | Стрибки з жердиною | 5,40  | 19 | Не пройшов |   |
| Владислав Ревенко (Кв)         | Стрибки з жердиною | 5,40  | 21 | Не пройшов |   |
| Євген Виноградов (Кв)          | Метання молота     | 72,90 | 18 | Не пройшов |   |
| Роман Авраменко (АР Крим\|АРК) | Метання списа      | DQ    | DQ |            |   |

#### Десятиборство
| Атлет                 | Дисципліна             | Результат | Очки | Місце |
| --------------------- | ---------------------- | --------- | ---- | ----- |
| Олексій Касьянов (Зп) | 100 метрів             | 10,99 SB  | 863  | 17    |
| Олексій Касьянов (Зп) | Стрибки в довжину      | 7,27      | 878  | 21    |
| Олексій Касьянов (Зп) | Штовхання ядра         | 14,05     | 731  | 18    |
| Олексій Касьянов (Зп) | Стрибки у висоту       | 1,90 SB   | 714  | 26    |
| Олексій Касьянов (Зп) | 400 метрів             | 49,75 SB  | 826  | 20    |
| Олексій Касьянов (Зп) | 110 метрів з бар'єрами | DNF       |      |       |
| Олексій Касьянов (Зп) | Метання диска          | NM        |      |       |
| Олексій Касьянов (Зп) | Стрибки з жердиною     | DNS       |      |       |
| Олексій Касьянов (Зп) | Метання списа          | DNS       |      |       |
| Олексій Касьянов (Зп) | 1500 метрів            | DNS       |      |       |
| Загалом               | DNF                    |           |      |       |

### Жінки

##### Трекові і шосейні дисципліни
| Наталя Погребняк (Хрк)                                                                 | 100 метрів                | 11,28      | 16         | 11,36      | 18         | Не пройшла |   |
| Олеся Повх (Зп)                                                                        | 100 метрів                | 11,41      | 23         | 11,43      | 22         | Не пройшла |   |
| Єлізавета Бризгіна (Квм) (Лг)                                                          | 100 метрів                | DQ         | DQ         | Не пройшла |            |            |   |
| Марія Рємєнь (Зп)                                                                      | 200 метрів                | 22,63      | 2          | 22,70      | 6          | 22,84      | 7 |
| Христина Стуй (Квм) (ІФ)                                                               | 200 метрів                | 22,86 SB   | 12         | 22,98      | 13         | Не пройшла |   |
| Наталія Пигида (Кв)                                                                    | 400 метрів                | 51,17 SB   | 9          | 51,02 PB   | 10         | Не пройшла |   |
| Наталія Лупу (Чрв)                                                                     | 800 метрів                | 1.59,59 SB | 5          | 1.59,43 SB | 3          | 1.59,79    | 7 |
| Ольга Ляхова (Пл)                                                                      | 800 метрів                | 2.00,98    | 18         | Не пройшла |            |            |   |
| Анна Плотіцина (Кв)                                                                    | 100 метрів з бар'єрами    | 13,30      | 27         | Не пройшла |            |            |   |
| Анна Тітімець (Днп)                                                                    | 400 метрів з бар'єрами    | DQ         | DQ         | DQ         |            |            |   |
| Анна Рижикова (Днп)                                                                    | 400 метрів з бар'єрами    | 55,73      | 11         | 54,92      | 6          | 55,01      | 5 |
| Валентина Жудіна (Од)                                                                  | 3000 метрів з перешкодами | 9.37,79    | 11         |            | 9.33,73    | 7          |   |
| Олеся Повх (Зп) Наталя Погребняк (Хрк) Марія Рємєнь (Зп) Єлізавета Бризгіна (Квм) (Лг) | 4×100 метрів              | 43,12      | 10         |            | Не пройшли |            |   |
| Дарина Приступа (Днц) Ольга Земляк (Рв) Аліна Логвиненко (Днц) Наталія Пигида (Кв)     | 4×400 метрів              | 3.29,63    | 7          |            | 3.27,38 SB | 4          |   |
| Катерина Карманенко (Рв)                                                               | Марафон                   |            | 2:48.18 SB | 31         |            |            |   |
| Ольга Яковенко (Вн)                                                                    | Ходьба 20 кілометрів      |            | 1:39.58    | 53         |            |            |   |
| Людмила Оляновська (Кв)                                                                | Ходьба 20 кілометрів      |            | 1:30.48    | 12         |            |            |   |
| Шумкіна Олена (Днц)                                                                    | Ходьба 20 кілометрів      |            | DQ         |            |            |            |   |

##### Технічні дисципліни
| Марина Бех (Хм)            | Стрибки у довжину | 6,31  | 24         | Не пройшла |    |
| Ганна Венгрус (Хрк)        | Стрибки у довжину | 6,53  | 13         | Не пройшла |    |
| Ольга Саладуха (Днц)       | Потрійний стрибок | 14,69 | 1          | 14,65      | 3  |
| Руслана Цихоцька (Чрв)     | Потрійний стрибок | 13,51 | 15         | Не пройшла |    |
| Оксана Окунєва (Мк)        | Стрибки у висоту  | 1,88  | 15         | Не пройшла |    |
| Ольга Голодна (Кв)         | Штовхання ядра    | 17,21 | 20         | Не пройшла |    |
| Галина Облещук (ІФ)        | Штовхання ядра    | 18,04 | 9          | 18,08      | 8  |
| Наталія Семенова (Днц)     | Метання диска     | 55,79 | 22         | Не пройшла |    |
| Ірина Секачова (Кв)        | Метання молота    | DNS   | Не пройшла |            |    |
| Маргарита Дорожон (Хрк)    | Метання списа     | 58,23 | 19         | Не пройшла |    |
| Ганна Гацько (Зп)          | Метання списа     | 58,63 | 18         | Не пройшла |    |
| Віра Ребрик (АР Крим\|АРК) | Метання списа     | 61,70 | 10         | 58,33      | 11 |

##### Семиборство
| Атлетка                | Дисципліна             | Результат | Очки | Місце |
| ---------------------- | ---------------------- | --------- | ---- | ----- |
| Ганна Мельниченко (Пл) | 100 метрів з бар'єрами | 13,29     | 1081 | 2     |
| Ганна Мельниченко (Пл) | Стрибки у висоту       | 1,86      | 1054 | 3     |
| Ганна Мельниченко (Пл) | Штовхання ядра         | 13,85     | 784  | 7     |
| Ганна Мельниченко (Пл) | 200 метрів             | 23,87     | 993  | 4     |
| Ганна Мельниченко (Пл) | Стрибки в довжину      | 6,49      | 1004 | 3     |
| Ганна Мельниченко (Пл) | Метання списа          | 41,87     | 703  | 16    |
| Ганна Мельниченко (Пл) | 800 метрів             | 2.09,85   | 967  | 7     |
| Загалом                | 6586                   | 1         |      |       |

## Фотогалерея
|                   |
| Ганна Мельниченко |

|            |
| Марина Бех |

|                |
| Ганна Тітімець |

|               |
| Христина Стуй |

|                |
| Ольга Саладуха |

|               |
| Олена Шумкіна |

|              |
| Сергій Будза |

|             |
| Ігор Главан |

|                  |
| Василь Матвійчук |

|                   |
| Богдан Бондаренко |